# Mainardo III di Tirolo-Gorizia
Mainardo III di Tirolo-Gorizia (Landshut, 1344 – Merano, 13 gennaio 1363) fu duca dell'Alta Baviera e conte del Tirolo dal 1361 al 1363.

## Biografia
Mainardo era figlio di Ludovico V di Baviera del casato di Wittelsbach e di Margherita di Tirolo-Gorizia, da parte di madre era l'ultimo discendente del ramo tirolese dei Mainardini.
Nel contesto del rafforzamento dell'alleanza fra i Wittelsbach e gli Asburgo quando Meinardo aveva solo 10 anni venne stipulato l'accordo di matrimonio con Margherita d'Asburgo, figlia di Alberto II lo Sciancato, il giovane venne educato alla corte a Vienna fino al 1357, nel 1359 ebbe luogo il matrimonio, nello stesso anno i genitori di Mainardo furono assolti dalla scomunica e fu riconosciuto il loro matrimonio.
Alla morte del padre, nel 1361, gli succedette come duca dell'Alta Baviera e come conte del Tirolo. Anche a causa della giovane età si rivelò inadeguato nel ruolo, il governo del ducato venne quindi assunto da una coalizione di nobili guidata dal cugino Federico di Baviera-Landshut che puntava a prendere il potere. Quando lo zio, il duca della Bassa Baviera Stefano II di Baviera, si rese conto della situazione mosse contro l'Alta Baviera, tolse il giovane Mainardo dalle grinfie della colazione portandolo a Monaco di Baviera e tramite un Landtag convocato ad hoc annullò tutte le decisioni di Mainardo in cui fosse coinvolta anche la coalizione.
I nobili tirolesi lo sollecitarono al rientro, nel 1362 riuscì a fuggire forse anche con l'aiuto della madre e del cognato Rodolfo IV d'Asburgo. 
Alla sua morte improvvisa nel 1363, forse dovuta da un avvelenamento, (ma secondo altre fonti dovuta ad una bevanda fredda sorbita mentre era accaldato dalle danze) gli succedette come duca dell'Alta Baviera lo zio Stefano II di Baviera. Quest'ultimo riunificò i ducati dell'Alta e della Bassa Baviera.
La successione del Tirolo venne dapprima assunta dalla madre che poi la affidò ad un consiglio di nobili, Rodolfo IV ebbe facile gioco nel far attribuite a sè stesso e i suoi fratelli Leopoldo III e Alberto III il governo del Tirolo. Stefano II dapprima tentò di protestare invano presso l'imperatore Carlo IV (che per via del matrimonio della figlia era suocero di Rodolfo IV) e dal 1363 al 1369 mosse ripetutamente in armi contro il Tirolo finché, su intervento di Roberto II e dell'arcivescovo di Salisburgo, non venne stipulata la pace di Schärding, nella quale a Stefano vennero assegnati dei territori ancora in possesso di Margherita e un indennizzo di 116000 fiorini (mai pagati) a fronte della rinuncia al Tirolo.. Avvenne così l'unificazione tra Tirolo e Austria.

## Ascendenza
|                                |                               |                                | Genitori                        |  |  | Nonni |  |  | Bisnonni                   |  |  | Trisnonni            |  |
|                                |                               |                                |                                 |  |  |       |  |  | Ludovico II del Palatinato |  |  | Ottone II di Baviera |  |
|                                |                               |                                |                                 |  |  |       |  |  | Ludovico II del Palatinato |  |  | Ottone II di Baviera |  |
|                                |                               | Agnese del Palatinato          |                                 |  |  |       |  |  | Ludovico II del Palatinato |  |  |                      |  |
| Ludovico IV di Baviera         |                               |                                |                                 |  |  |       |  |  | Ludovico II del Palatinato |  |  |                      |  |
|                                |                               | Matilde d'Asburgo              | Rodolfo I d'Asburgo             |  |  |       |  |  |                            |  |  |                      |  |
|                                |                               | Matilde d'Asburgo              | Rodolfo I d'Asburgo             |  |  |       |  |  |                            |  |  |                      |  |
|                                |                               | Matilde d'Asburgo              | Gertrude di Hohenberg           |  |  |       |  |  |                            |  |  |                      |  |
| Ludovico V di Baviera          |                               | Matilde d'Asburgo              |                                 |  |  |       |  |  |                            |  |  |                      |  |
|                                |                               | Bolko I di Świdnica            | Boleslao II di Slesia           |  |  |       |  |  |                            |  |  |                      |  |
|                                |                               | Bolko I di Świdnica            | Boleslao II di Slesia           |  |  |       |  |  |                            |  |  |                      |  |
|                                |                               | Bolko I di Świdnica            | Edvige di Anhalt                |  |  |       |  |  |                            |  |  |                      |  |
| Beatrice di Slesia-Glogau      |                               | Bolko I di Świdnica            |                                 |  |  |       |  |  |                            |  |  |                      |  |
|                                |                               | Beatrice di Brandeburgo        | Ottone V di Brandeburgo         |  |  |       |  |  |                            |  |  |                      |  |
|                                |                               | Beatrice di Brandeburgo        | Ottone V di Brandeburgo         |  |  |       |  |  |                            |  |  |                      |  |
|                                |                               | Beatrice di Brandeburgo        | Giuditta di Henneberg           |  |  |       |  |  |                            |  |  |                      |  |
| Mainardo III di Tirolo-Gorizia |                               | Beatrice di Brandeburgo        |                                 |  |  |       |  |  |                            |  |  |                      |  |
|                                | Mainardo II di Tirolo-Gorizia | Mainardo I di Tirolo-Gorizia   |                                 |  |  |       |  |  |                            |  |  |                      |  |
|                                | Mainardo II di Tirolo-Gorizia | Mainardo I di Tirolo-Gorizia   |                                 |  |  |       |  |  |                            |  |  |                      |  |
|                                | Mainardo II di Tirolo-Gorizia | Adelaide del Tirolo            |                                 |  |  |       |  |  |                            |  |  |                      |  |
| Enrico di Tirolo-Gorizia       | Mainardo II di Tirolo-Gorizia |                                |                                 |  |  |       |  |  |                            |  |  |                      |  |
|                                |                               | Elisabetta di Baviera          | Ottone II di Baviera            |  |  |       |  |  |                            |  |  |                      |  |
|                                |                               | Elisabetta di Baviera          | Ottone II di Baviera            |  |  |       |  |  |                            |  |  |                      |  |
|                                |                               | Elisabetta di Baviera          | Agnese del Palatinato           |  |  |       |  |  |                            |  |  |                      |  |
| Margherita di Tirolo-Gorizia   |                               | Elisabetta di Baviera          |                                 |  |  |       |  |  |                            |  |  |                      |  |
|                                |                               | Enrico I di Brunswick-Lüneburg | Alberto I di Brunswick-Lüneburg |  |  |       |  |  |                            |  |  |                      |  |
|                                |                               | Enrico I di Brunswick-Lüneburg | Alberto I di Brunswick-Lüneburg |  |  |       |  |  |                            |  |  |                      |  |
|                                |                               | Enrico I di Brunswick-Lüneburg | Alessia del Monferrato          |  |  |       |  |  |                            |  |  |                      |  |
| Adelaide di Brunswick-Lüneburg |                               | Enrico I di Brunswick-Lüneburg |                                 |  |  |       |  |  |                            |  |  |                      |  |
|                                |                               | Agnese di Meißen               | Alberto II di Meißen            |  |  |       |  |  |                            |  |  |                      |  |
|                                |                               | Agnese di Meißen               | Alberto II di Meißen            |  |  |       |  |  |                            |  |  |                      |  |
|                                |                               | Agnese di Meißen               | Margherita di Sicilia           |  |  |       |  |  |                            |  |  |                      |  |
|                                |                               | Agnese di Meißen               |                                 |  |  |       |  |  |                            |  |  |                      |  |